# Giorno dell'indipendenza della Repubblica di Macedonia
Il giorno dell'indipendenza della Repubblica di Macedonia (in macedone Ден на независноста?, Den na nezavisnosta) è la festa nazionale della Macedonia del Nord.
La ricorrenza nazionale si celebra l'8 settembre di ogni anno e commemora la Giornata dell'indipendenza della Repubblica di Macedonia dalla Jugoslavia, in seguito al referendum sull'indipendenza svoltosi l'8 settembre 1991.
La Repubblica macedone divenne così una democrazia parlamentare sovrana; oltre il 75% degli elettori votó per l'indipendenza del paese.
La volontà popolare per uno Stato indipendente venne confermata con la dichiarazione dei risultati del referendum il 18 settembre 1991 dal primo parlamento macedone multipartitico. Infine, il 25 settembre 1991, la dichiarazione di indipendenza fu proclamata dal parlamento macedone. Successivamente, la nuova Costituzione della Repubblica di Macedonia venne promulgata il 17 novembre 1991.
La storia della Repubblica di Macedonia indipendente è strettamente legata al nome del suo primo presidente, Kiro Gligorov, che l'ha guidata nei momenti difficili del periodo della disgregazione della federazione jugoslava.
Sono da ricordare, inoltre, le dispute tra la Repubblica macedone e la Grecia per un nuovo Stato che conteneva il termine "Macedonia": infatti si chiama Macedonia anche una nota regione storica della Grecia e per questo lo Stato ellenico ha più volte chiesto il cambio della denominazione di Macedonia in un altro nome.
Oggi la ricorrenza nazionale è celebrata con discorsi pubblici in cui viene celebrata l'indipendenza della Nazione.